# Aciagrion huaanensis
Aciagrion huaanensis – gatunek ważki z rodziny łątkowatych (Coenagrionidae).